# Milecastle

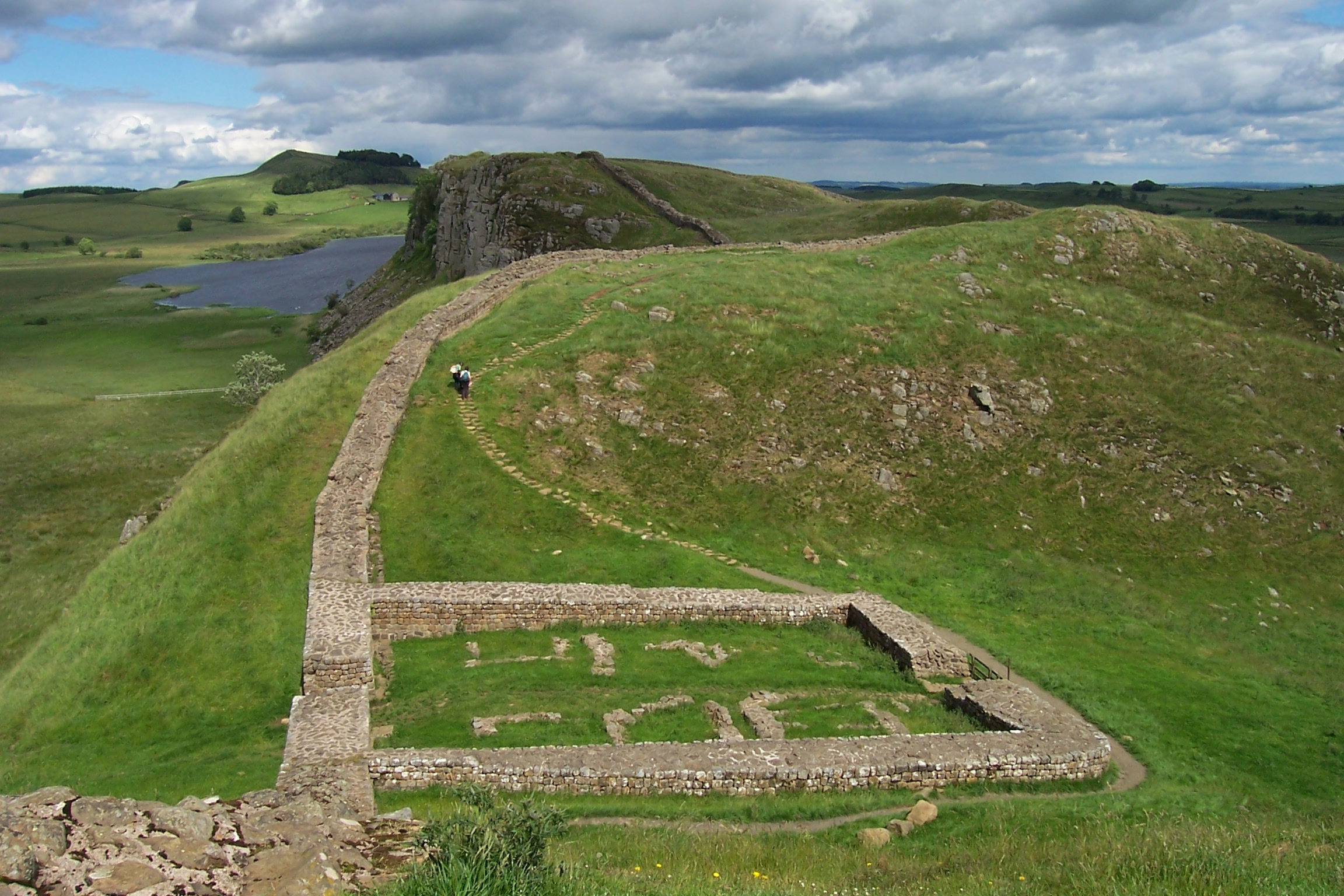
Zbytky Milecastle 39 (Castle Nick) poblíž Steel Rigg na Hadriánově valu

Milecastle byla pevnost, přesněji řečeno opevněná pevnůstka obdélníkového tvaru postavená v období římské říše. Tyto pevnosti byly budovány ve vzdálenosti jedné římské míle od sebe podél několika hlavních hranic, například Hadriánova valu ve Velké Británii (tehdy však zvané Britannia); právě mílový rozestup pevností dal vzniknout anglickému termínu milecastle, „mílový hrad“.

## Popis
Na Hadriánově valu byly v jeho východních dvou třetinách pevnosti od samého začátku z kamene, kdežto na západě z hlíny a rašelinových bloků, což doplňovali dřevěnou palisádou; z kamene je přestavěli až později. Velikost jednotlivých pevností se lišila, ale obvyklá vnitřní plocha dosahovala přibližně 15 krát 18 m. Kamenné zdi, silné až tři metry, byly vysoké pravděpodobně pět až šest metrů, aby výška odpovídala přilehlé zdi valu.
Pokud jde o celkové počty, mílových pevnůstek bylo 80 a strážních věží či vížek, které je doprovázely, 158.

### Milecastles
Na Hadriánově valu mílová pevnůstka zpravidla (až na několik výjimek) střežila bránu ve valu a cestu přes jeho příkop. Posádku tvořilo 20 až 30 vojáků pomocných jednotek ubytovaných ve dvou kasárenských blocích. Na obou stranách měla pevnůstka ve vzdálenosti asi třetiny římské míle (500 m) kamennou strážní věž. V této vížce pravděpodobně sloužili vojáci z posádky blízké pevnůstky.
Ta rozhodovala, kdo přes hranici projde, jaké zboží i hospodářská zvířata. Pevnůstka nejspíše plnila i funkci celního úřadu: za průchod se muselo platit.

### Milefortlets
Systém mílových pevnůstek zvaných milefortlets a mezi nimi ležících kamenných strážních věží navazoval na západní konec Hadriánova valu a táhl se podél pobřeží Cumbrie až po strážní věž 25B ve Flimby, mezi nimi však byla dřevěná palisáda, už ne hluboký příkop, a nedalo se přes ni přejít.

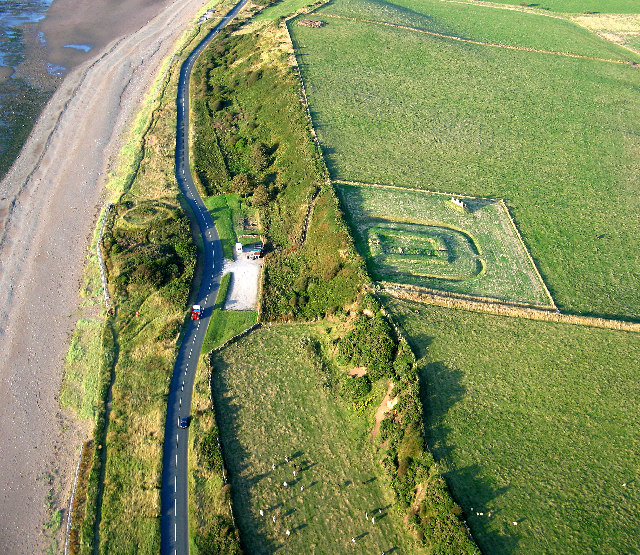
Milefortlet 21 střežila pobřeží Cumbrie

Pevnůstky pravděpodobně měly po obvodu ochoz (schody k němu lze na některých místech dosud vidět) a procházela jimi cesta sypaná štěrkem. Nenašel se zatím žádný důkaz o tom, že by nad severní bránou měly věž.

## Terminologie a číslování
Termín milecastle zavedl Robert Smith v roce 1708, ale místní obyvatelé ho užívali už předtím. Obecně označuje součást opevnění valu, přičemž termín „milefortlet“ se zhusta používá k označení staveb sice podobných a pocházejících ze stejné doby jako mílové pevnůstky, které ale stály na pobřeží Cumbrie. Mezi pevnůstkami i zde stály strážní věže.

### 1 až 80
Mílové pevnůstky jsou označeny číslem 1 (ta nejvýchodnější z nich) až 80 (ta nejzápadnější).
Tento systém, který zavedl J. Collingwood Bruce na konci 19. století, se stal standardem kolem roku 1930; Peter Hill poté ještě přišel s návrhem, že by mohla existovat i mílová pevnůstka s číslem 0.

### 1 až 26
Milefortlets obdobně nesou čísla od 1 (na západ od Bowness na Solway) pravděpodobně až po číslo 26 (u Flimby).
Často se používá zkrácené označení, například „MC1“, „MC2“ značí mílové pevnůstky (milecastles) číslo 1 a 2; „MF1“, „MF2“ první dvě milefortlets. MF jsou číslovány od severu k jihu na pobřeží Cumbrie. Autorem této zkratky je profesor David Breeze.
Vížky a věže jsou odlišeny písmeny, takže vížky na západ od MC20 jsou označovány 20a a 20b nebo ‚T20a‘ a ‚T20b‘ (tj. turret 20a a turret 20b).
Ačkoli hradba pokračuje asi čtvrt míle na západ od Bowness-on-Solway, vížky mezi MC80 a MF1 jsou známé jako věže 0a a 0b.
Na západ od pevnosti Birdoswaldu se mílové pevnůstky a věže označují podle stavebního materiálu „TW“ (z termínu "turf wall"), například „MC50 TW“.

## Plány mílových pevnůstek

### Brány
Mílové pevnůstky Hadriánova valu se dělí podle tří hlavních typů bran. Rozdílů mezi pevnůstkami bylo mnoho, různé brány byly minimálně čtyři.
Typ I má pilíř, který vystupuje symetricky před a za bránu. Zdi bývají masivní a stavba je dosti široká, ne tolik hluboká. Příkladem jsou Milecastle 38 (Hotbank) a Milecastle 42 (Cawfields). Pravděpodobně je postavila legie Legio II Augusta.
Typ II vyčnívá z valu dovnitř. Stěny mívají menší zdivo než Typ I. Nalezeny byly pouze v místě, kde je val zúžený; když jsou podobné brány nalezeny u mílových pevnůstek na valu širším, bývají označovány jako typ IV. Příkladem je Milecastle 9 (Chapel House). Pravděpodobně je postavila Legio XX Valeria Victrix.
Typ III má pilíře, které vyčnívají na vnitřní straně brány. Zdivo pilířů bývá velké, ostatní stěny z menšího materiálu. Příklady jsou Milecastle 47 (Chapel House, východně od Gilslandu ) a Milecastle 48 (Poltross Burn). Pravděpodobně je postavila Legio VI Victrix.

### Osa dlouhá, osa krátká
Dají se rozlišit dva typy mílových pevnůstek podle toho, jestli mají osu "dlouhou", nebo "krátkou"; míněna je osa mezi severní a jižní branou. Jedinou (známou) výjimkou je Milecastle 79, který byl z kamene přestavěn až později.

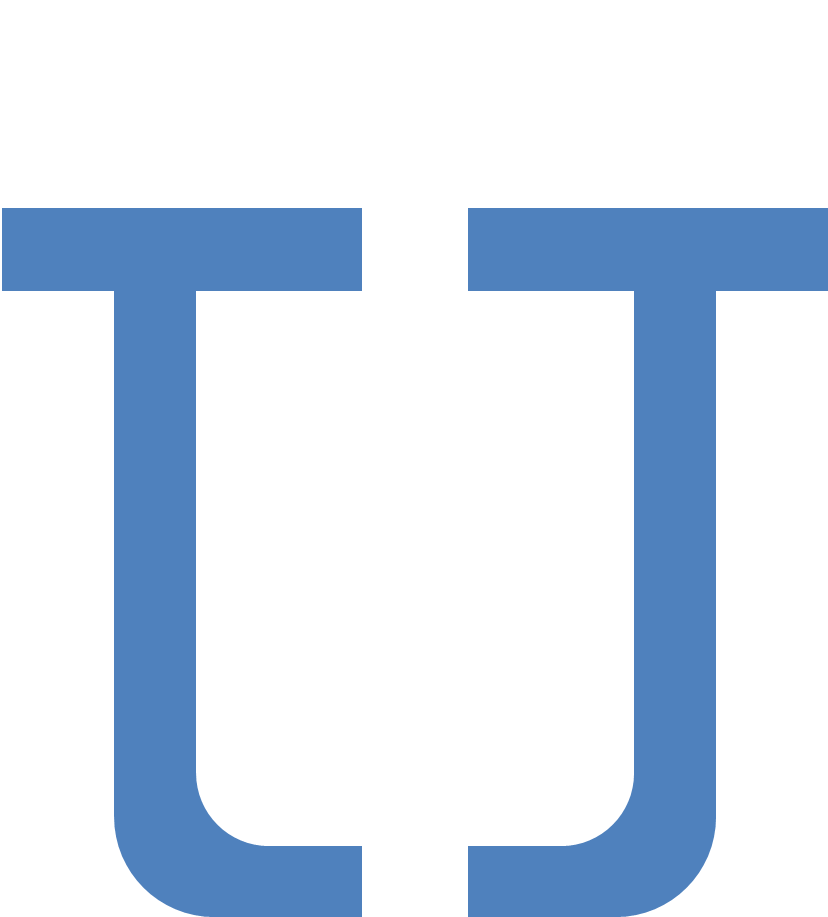
Tvar typické mílové pevnůstky s dlouhou osou
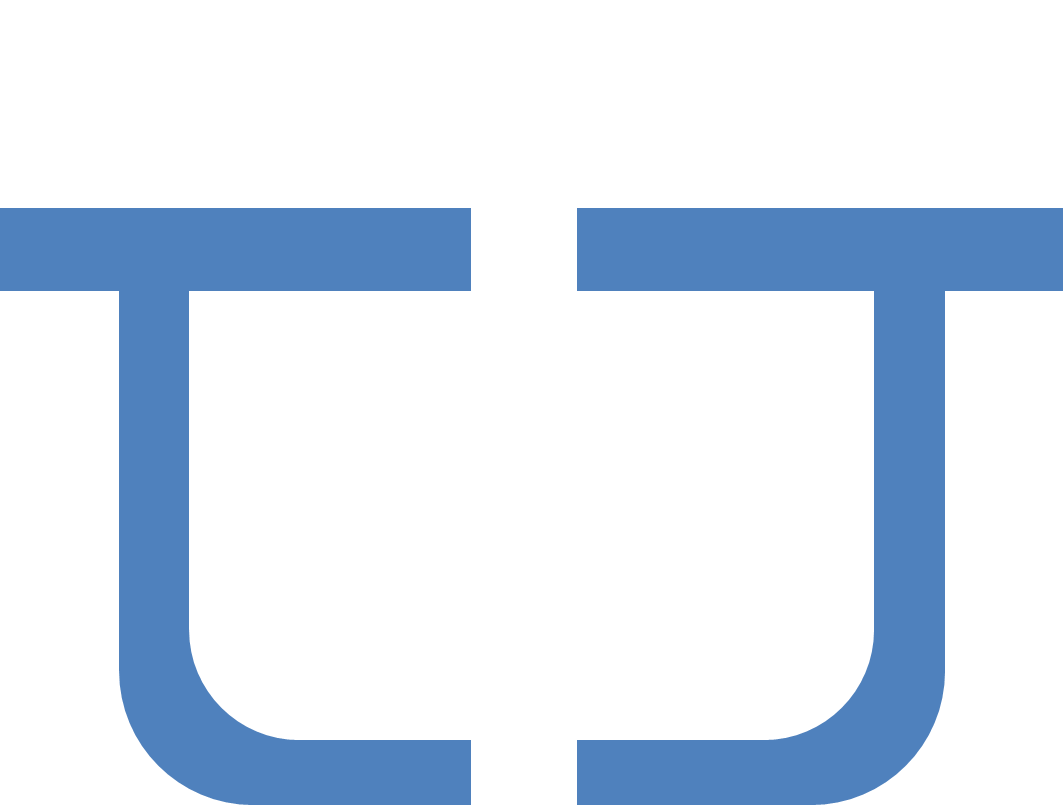
Tvar typické mílové pevnůstky s krátkou osou
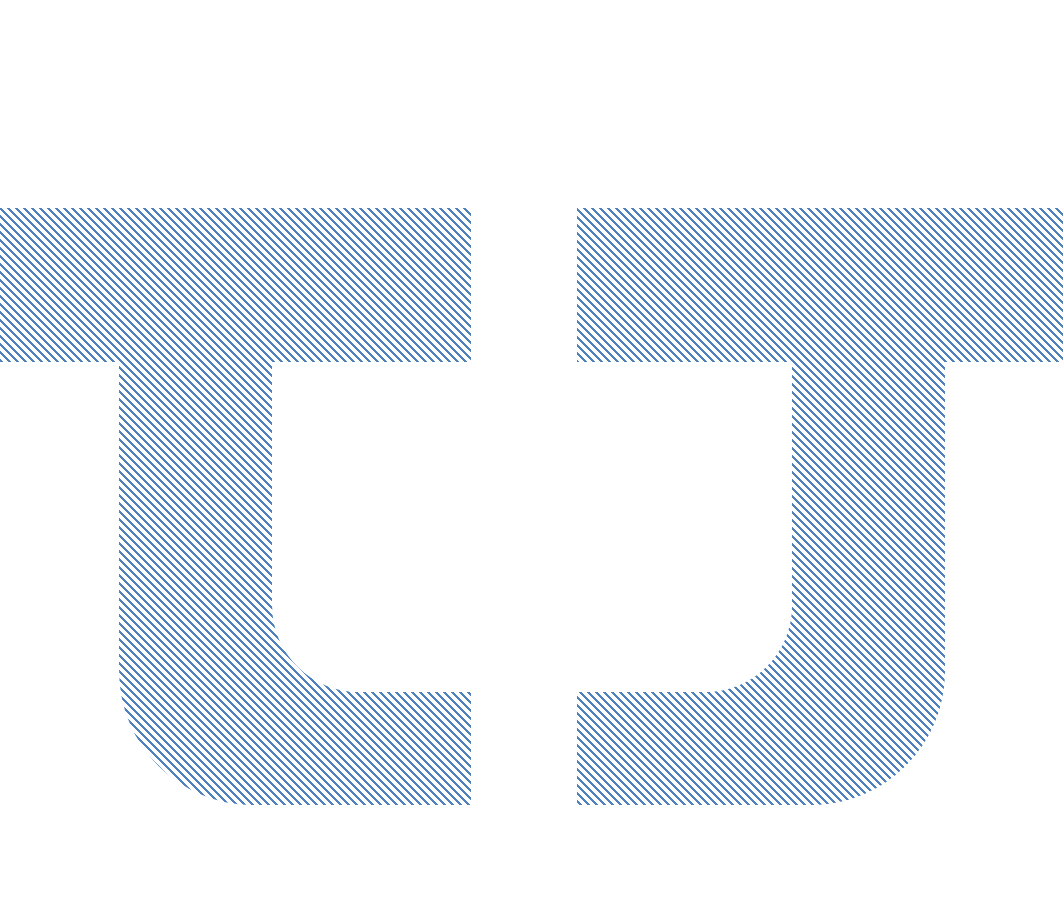
Tvar typické mílové pevnůstky postavené z hlíny

- Brána typu I - mílové pevnůstky s krátkou osou, postavila legio II Augusta
- Brána typu II a IV - pevnůstky s dlouhou osou, postavila legio XX Valeria Victrix
- Brána typu III - pevnůstky s dlouhou osou, postavila legio VI Victrix

### Modely
Níže jsou uvedeny příklady, jak pravděpodobně vypadala mílová pevnůstka; vytvořeno v Google SketchUp a jako model posloužil Milecastle 37 (Housesteads) 

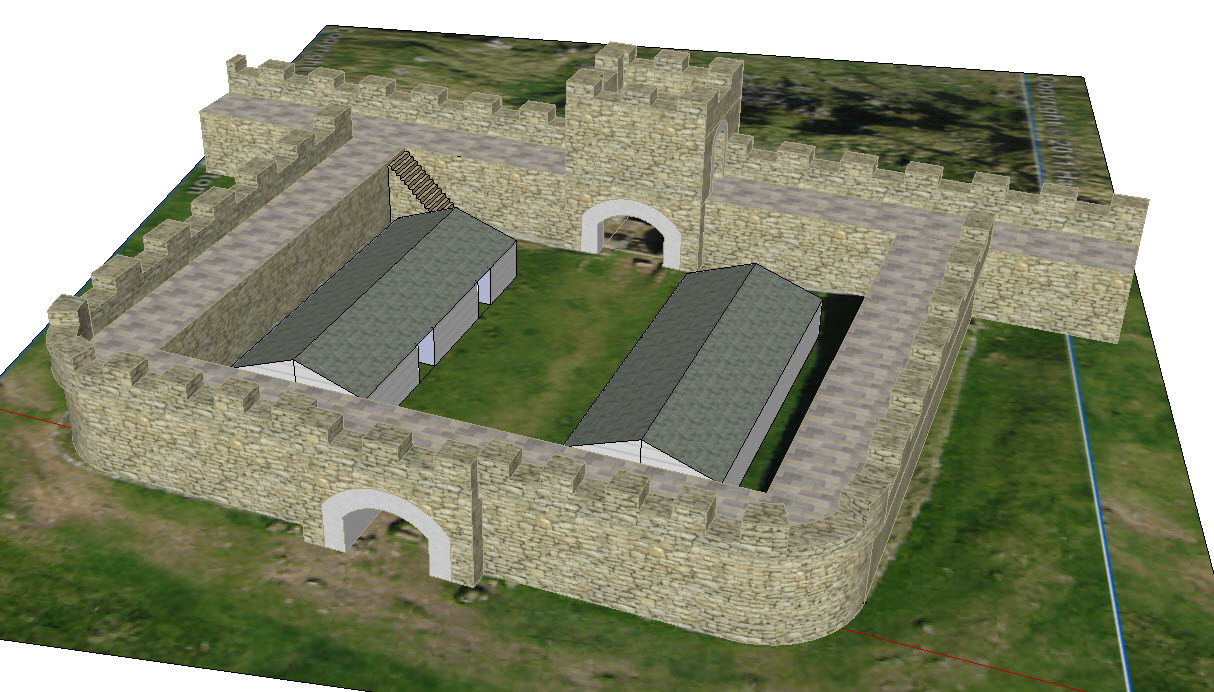
Pohled shora
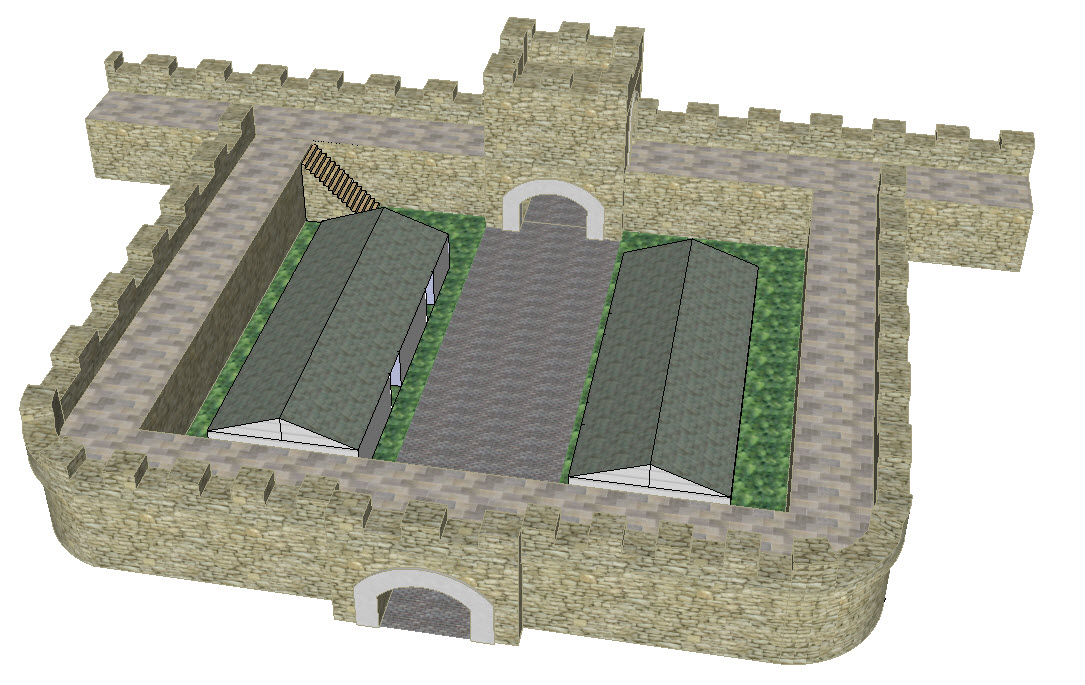
Pohled shora
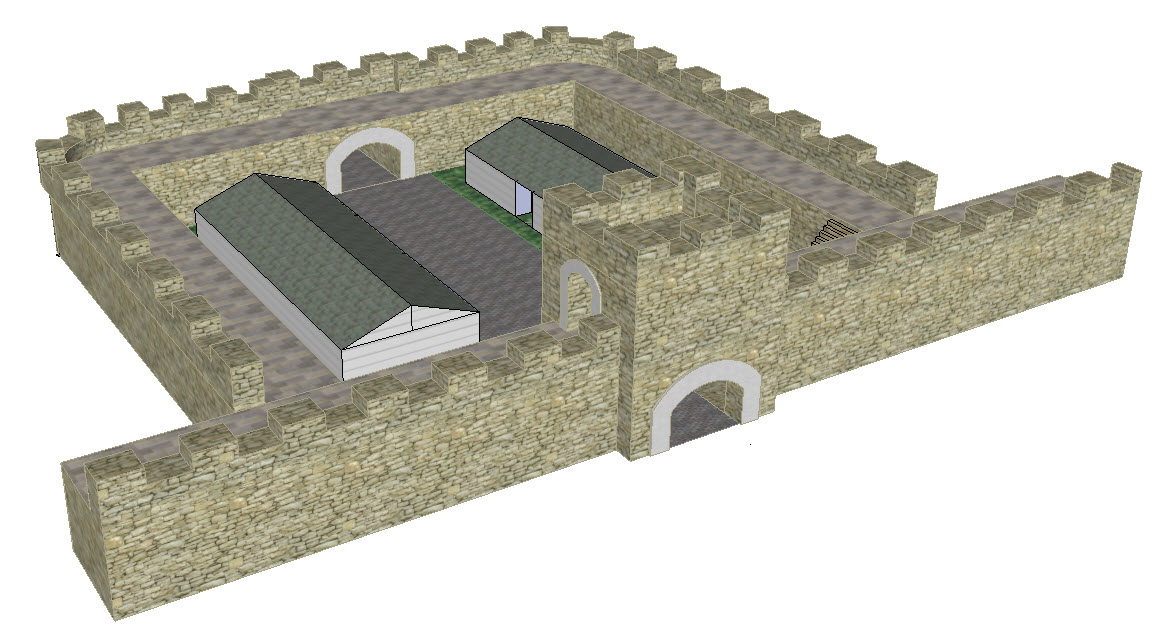
Pohled zpředu
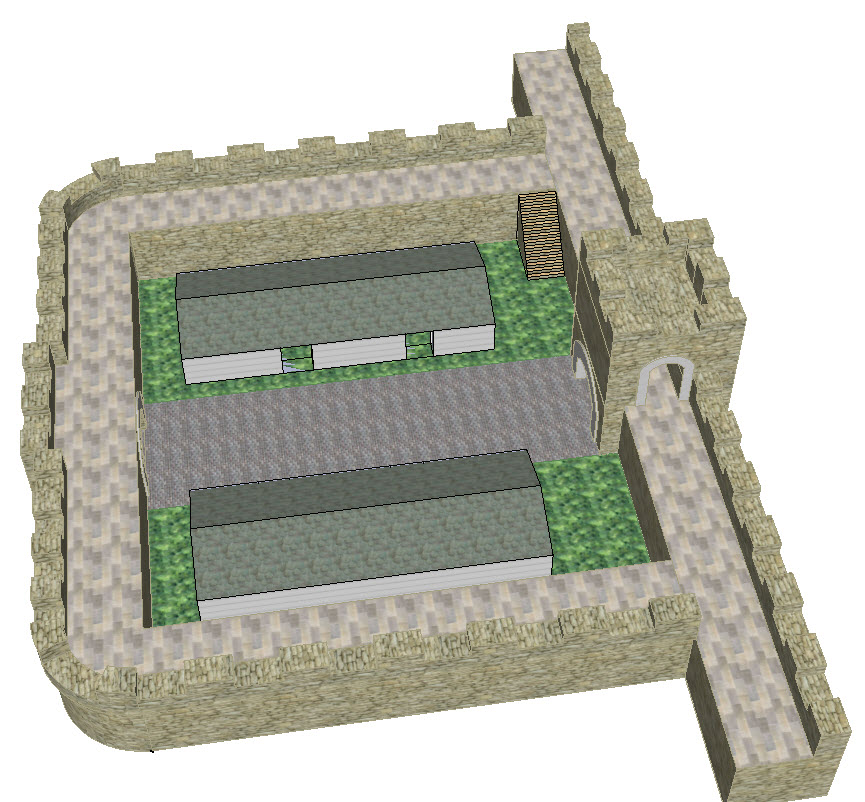
Pohled zezadu
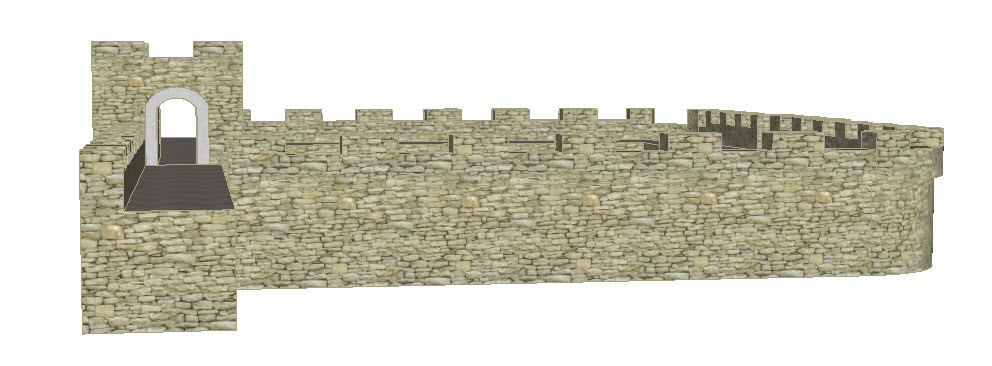
Pohled ze strany